# Soederbomia flava
Soederbomia flava är en tvåvingeart som beskrevs av Friedrich Georg Hendel 1938. Soederbomia flava ingår i släktet Soederbomia och familjen daggflugor. Inga underarter finns listade i Catalogue of Life.